# Хектометар
Хектометар (симбол: hm) је јединица за дужину једнака са 100 метара.
хектометар << километар << мегаметар